# Verzorgingsplaats Poort van Groningen
Verzorgingsplaats Poort van Groningen is een Nederlandse verzorgingsplaats langs de A7 Bad Nieuweschans-Zaandam tussen de grens met Duitsland bij Bad Nieuweschans en afrit 49, in de gemeente Oldambt.
De verzorgingsplaats is vernoemd naar de gelijknamige grensovergang. Vanuit Duitsland is het letterlijk een poort (toegang) van de provincie Groningen.
Bij de verzorgingsplaats is een tankstation van Esso aanwezig. Verder ligt er een restaurant met de naam Poort van Groningen. In september 2011 zijn middels een veiling de huurrechten van het pompstation verkocht. Delek Nederland B.V. (Esso) heeft voor 2,5 miljoen euro de rechten gekocht om gedurende 15 jaar hier brandstof te verkopen.
Aan de andere kant van de snelweg ligt de verzorgingsplaats Bunderneuland.